# Georgia O’Keeffe

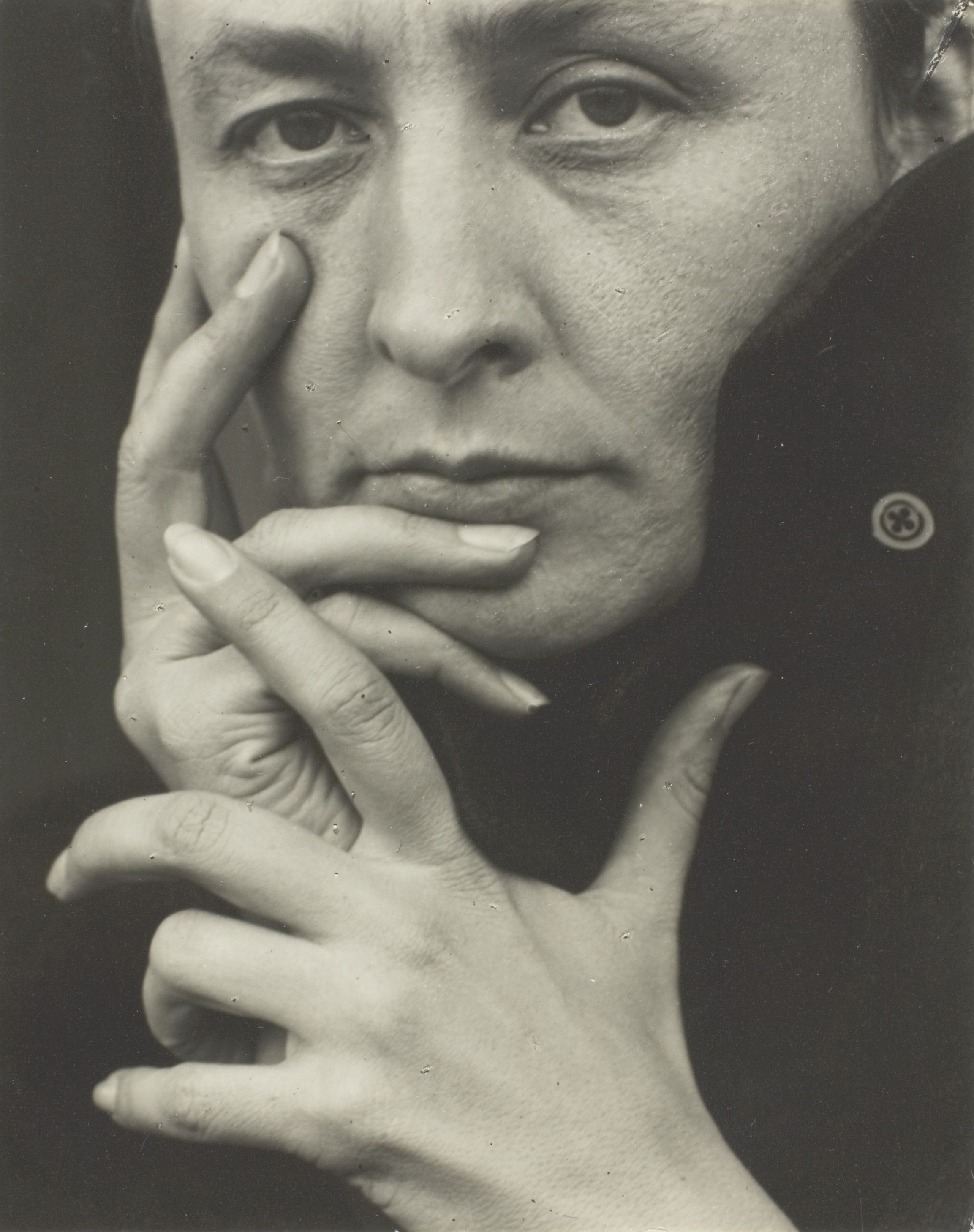
Alfred Stieglitz: Georgia O’Keeffe (1918)

Georgia Totto O’Keeffe (* 15. November 1887 in Sun Prairie, Dane County, Wisconsin; † 6. März 1986 in Santa Fe, New Mexico) zählt zu den bekanntesten US-amerikanischen Malerinnen des 20. Jahrhunderts. Sie war eine Begründerin der amerikanischen Moderne und eine Pionierin als Künstlerin.
Ihre monumentalen Blumenbilder der 1920er Jahre, die, unter dem Einfluss der Schriften Sigmund Freuds, stark sexualisierende Interpretationen hervorriefen, zählen zu ihren bekanntesten Sujets. Motive ihrer an der Grenze zur gegenstandslosen Malerei angesiedelten und als Interpretation der Welt in weiblicher Begrifflichkeit verstandenen Werke sind häufig Blumen, Flammen und später auch Stadtansichten, Wüstenlandschaften oder Knochen. Sie gehört zu den bekannten Frauen in der Kunst im 20. Jahrhundert. Ihre Werke werden teilweise sehr hoch gehandelt.

## Leben

### Kindheit und Ausbildung
O’Keeffe wurde als zweites von sieben Kindern des Milchbauern Francis Calyxtus O’Keeffe (1852–1918) und dessen Frau Ida Ten Eyck (geb. Totto) O’Keeffe (1864–1916) geboren. Sie wurde nach ihrem Großvater mütterlicherseits, George Victor Totto, benannt. Nach dem Verkauf der Farm bei Sun Prairie in Wisconsin zog die Familie 1903 nach Williamsburg (Virginia). Obwohl sie zahlreiche Geschwister hatte, wuchs O’Keeffe recht isoliert auf und zog die Natur, die ihre Fantasie anregte, der Gesellschaft vor. Schon früh äußerte sie den Wunsch, Malerin zu werden. Insoweit unterstützt durch ihre Mutter, erhielt sie noch im Kindesalter Zeichenunterricht von der lokalen Aquarellistin Sara Mann. Im Herbst 1902 zogen die O’Keeffes aus Wisconsin in die Nähe von Peacock Hill in Williamsburg, Virginia. Georgia blieb mit ihrer Tante in Wisconsin, besuchte die Madison Highschool und folgte ihrer Familie erst 1903 nach Virginia. Sie beendete die Highschool am Chatham Episcopal Institute (jetzt Chatham Hall) 1905.
Nach Beendigung der High School besuchte sie von 1905 bis 1906 die Kunsthochschule am Art Institute of Chicago. Aus finanziellen Gründen musste sie das Studium dort abbrechen; im Anschluss war sie 1907 bis 1908 ein Jahr lang als Studentin am Art Students League in New York eingeschrieben. Hier saß sie Eugene Speicher Modell, der mit ihrem Bildnis seine erste formale Anerkennung als Porträtmaler fand.

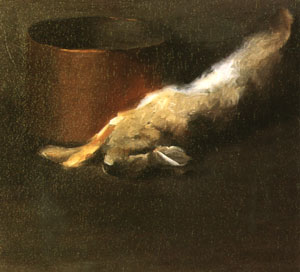
Georgia O'Keeffe: Dead rabbit with the copper pot, 1908

1908 sorgte eine auch von O’Keeffe besuchte Ausstellung in der Galerie 291 von Alfred Stieglitz für Entsetzen, die eine Serie von Zeichnungen des französischen Bildhauers Auguste Rodin zeigte. Die scheinbar einfachen Zeichnungen erhoben einen über Arbeitsskizzen hinausgehenden Anspruch und standen damit im Widerspruch zu den gegenständlichen Forderungen des konservativen New York. Stieglitz war bekannt für seine provozierenden Ausstellungen europäischer Avantgarde-Künstler. Die in der Galerie 291 ausgestellten avantgardistischen Werke, neben Rodin beispielsweise von Picasso, Matisse oder Cézanne, gaben O’Keeffe Anstöße zur Findung ihrer eigenen künstlerischen Handschrift. Bei der Abschlussarbeit des ersten Studienjahres orientierte O’Keeffe sich aber noch an den konservativen Ansprüchen ihrer Lehrer und erhielt für das Stillleben in Öl Untitled (Totes Kaninchen vor Kupfertopf) den William-Merritt-Chase-Preis, der mit einem Sommerkurs am Lake George dotiert war.

### Künstlerischer Durchbruch und Beziehung zu Alfred Stieglitz
Finanzielle Schwierigkeiten zwangen O’Keeffe dazu, die Universität zu verlassen. Sie war zwischen 1908 und 1910 zunächst als Gebrauchsgrafikerin und später als Kunstlehrerin tätig. Bei einem Sommerlehrgang 1912 an der University of Virginia in Charlottesville lernte sie über ihren Lehrer Alon Bement die Theorien von Arthur Wesley Dow kennen, insbesondere dessen Kompositionslehre (Composition: A Series of Exercises in Art Structure for the Use of Students and Teachers). Dows Kompositionslehre bot O’Keeffe einen ersten Zugang zur abstrakten Kunst. Er ermutigte Künstler, sich mit Linien, Farben und harmonischen Schattierungen auszudrücken.
Nach weiterer Lehrtätigkeit wurde sie von 1914 bis 1915 Schülerin von Dow am Columbia Teachers College in New York. Da die Galerie 291 die einzige Galerie war, die es wagte, moderne Künstler auszustellen, pflegte O’Keeffe, zumindest oberflächlich, Umgang mit Alfred Stieglitz. Über eine Kommilitonin trat sie außerdem der National Woman’s Party (Nationale Frauenpartei) bei und blieb über drei Jahrzehnte Mitglied.

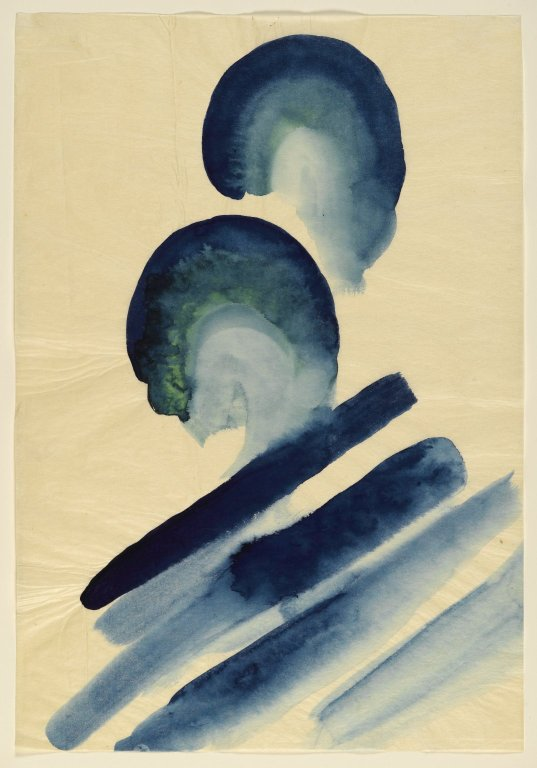
Georgia O'Keeffe: Blue 2, ca. 1916

Nach einem erneuten Sommerkurs 1915 bei Bement in Virginia nahm O’Keeffe zum Herbst hin erneut eine Stelle als Lehrerin, nun am Columbia College in Columbia, South Carolina, an, die ihr jedoch viel Zeit für die eigene Arbeit ließ. Unter dem Eindruck einer Liebesbeziehung zu einem Kommilitonen in New York, zugleich beeindruckt von der Landschaft in der Umgebung ihres Arbeitsortes und abgesehen von brieflichen Kontakten zu ihrer Freundin Anita Pollitzer isoliert, geriet sie in eine Schaffenskrise, die zum Bruch mit fast allen ihrer bisherigen Werke führte. Eine Phase der Selbstfindung schloss sich an, in der sie nur noch mit Kohlestiften auf Papier zeichnete. Ihre Freundin Anita Pollitzer brachte einige ihr übersandte Arbeiten zu Stieglitz. Dieser erkannte sogleich die herausragende künstlerische Qualität derselben und stellte die Werke im Spätfrühling 1916 im Rahmen einer Gruppenausstellung aus. Durch diese verhalf er O’Keeffe zu einem ersten Durchbruch. Trotz seines Rats, weiter in Schwarz-Weiß zu arbeiten, kehrte O’Keeffe zu farbigen Arbeiten zurück. Nachfolgend entstand eine Serie von etwa 50 überwiegend in blau gehaltenen Aquarellen.

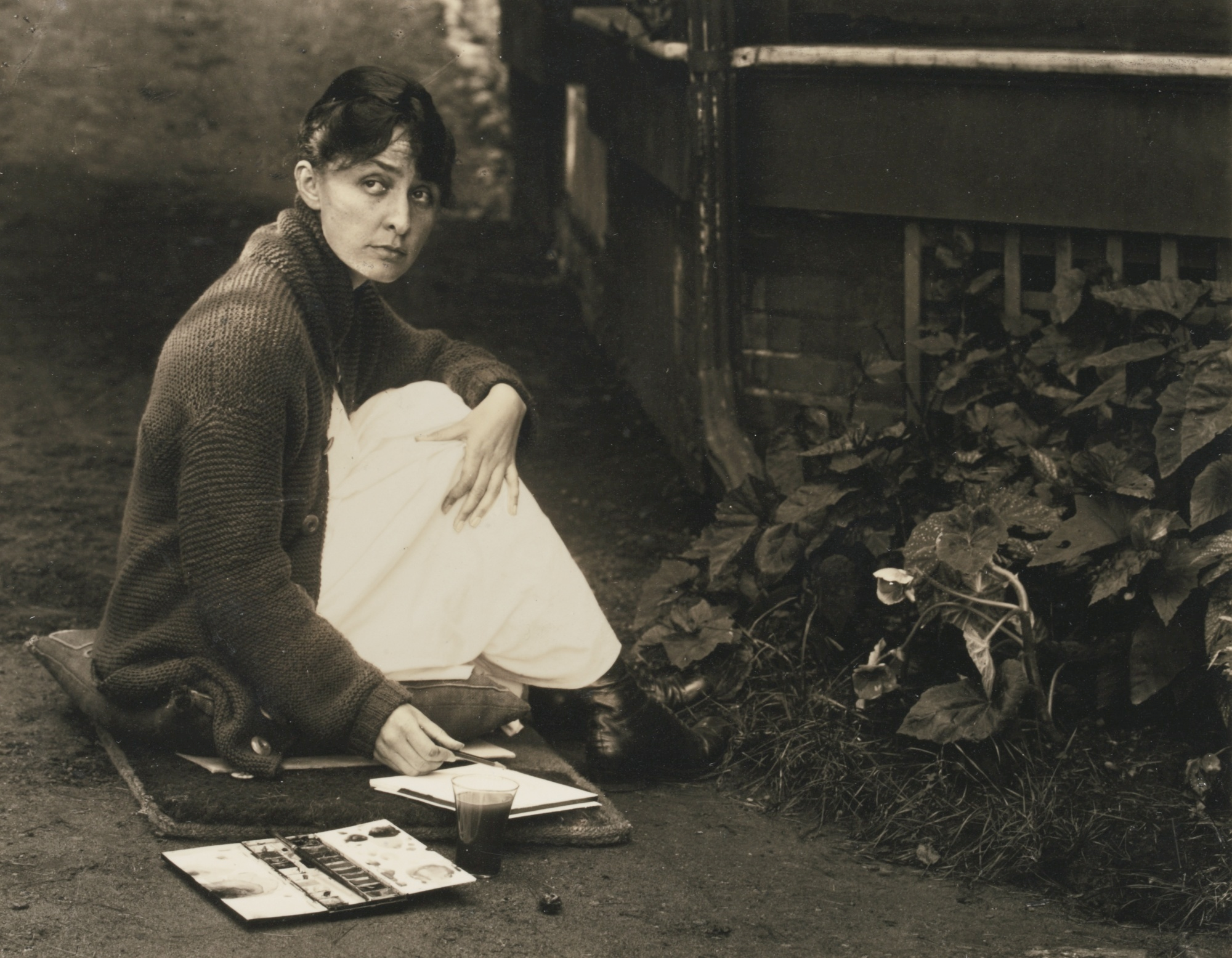
Alfred Stieglitz: Georgia O’Keeffe (1918)

1917 arrangierte Stieglitz die erste Einzelausstellung für O’Keeffe mit Ölgemälden und Aquarellen, die sie in Texas vollendet hatte, die jedoch wegen des Eintritts der USA in den Ersten Weltkrieg nur drei Tage nach der Eröffnung bereits wieder geschlossen wurde. Bei dieser Gelegenheit machte O’Keeffe die Bekanntschaft von John Marin und Paul Strand.
Stieglitz bat O’Keeffe, für ihn Modell zu stehen, und erste Fotos mit ihr als Motiv entstanden. Nach einem neuerlichen Aufenthalt in Texas kehrte sie auf Bitten von Stieglitz nach New York zurück. Zwischen den beiden entstand, obwohl Stieglitz 23 Jahre älter war, eine intensive Liebesbeziehung, in deren Verlauf sich Stieglitz 1918 nach 24 Jahren Ehe mit Emmeline Obermeyer scheiden ließ. Sie heirateten 1924 in einer kleinen, privaten Zeremonie im Haus von John Marin. Es gab keinen Empfang, keine Feierlichkeiten oder Flitterwochen.

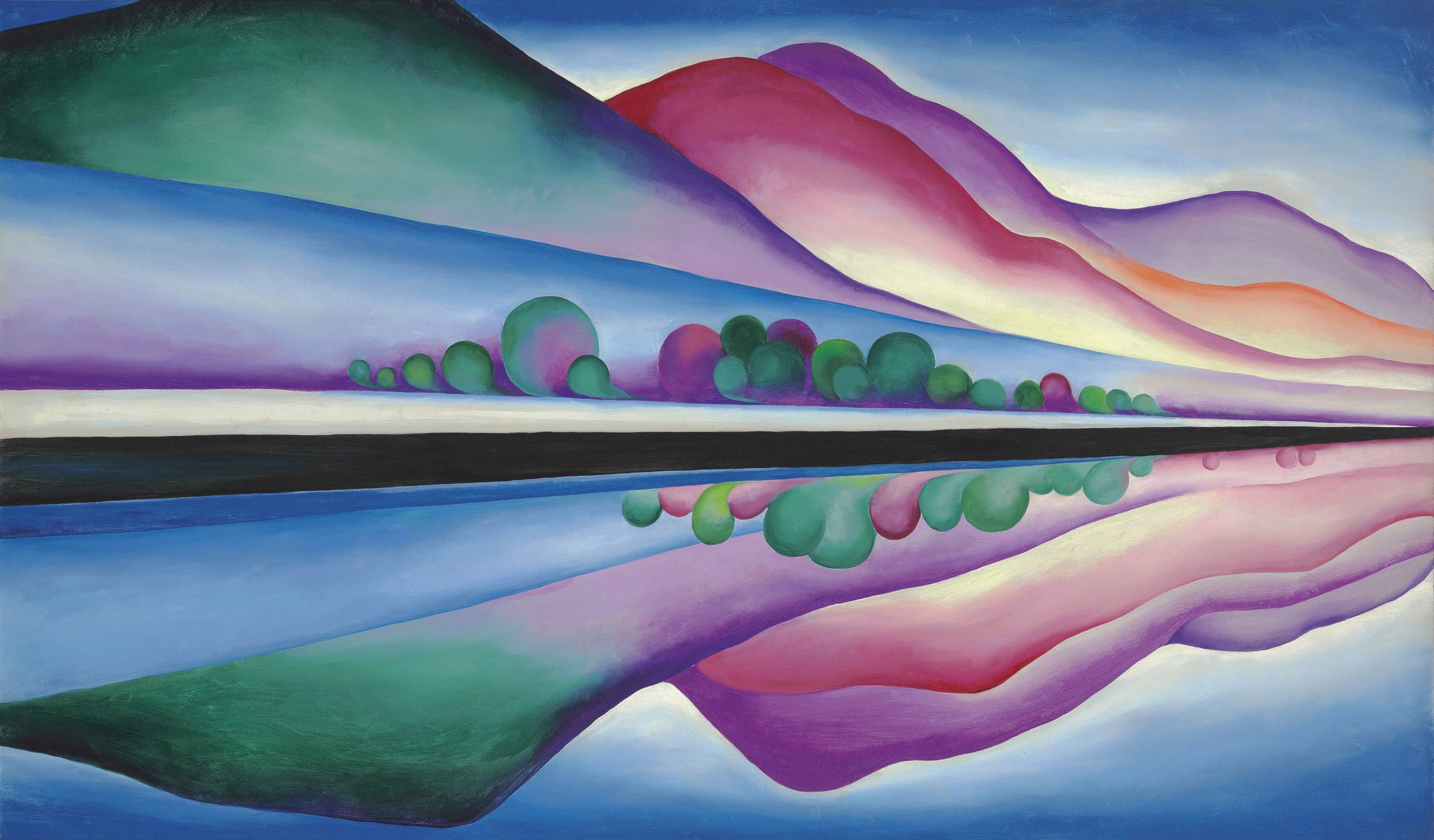
Georgia O'Keeffe: Lake George Reflection, ca. 1921. Während vieler Jahre waren es Sommeraufenthalte auf dem Ferienwohnsitz der Familie Stieglitz am Lake George im Bundesstaat New York, wo ein großer Teil ihres damaligen Schaffens seinen Anfang nahm.

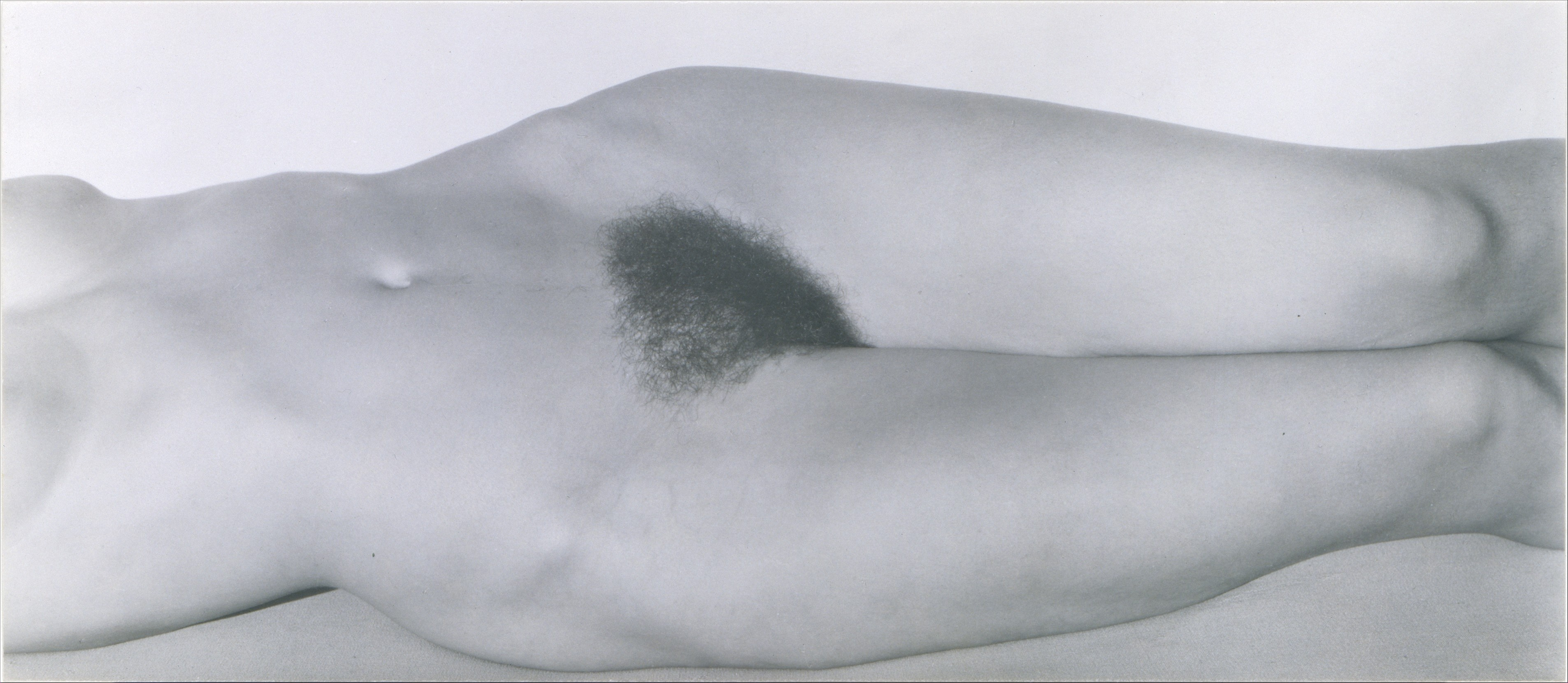
Alfred Stieglitz: Georgia O'Keeffe – Torso, 1931. Sie inszeniert sich selbst als Modell künstlerischer Selbstbestimmung.

Von 1918 bis 1937 fertigte Stieglitz über 300 Fotografien von O’Keeffe an. Die meisten der erotischen Fotografien machte er in den 1910er und frühen 1920er Jahren. Im Jahr 1978 schrieb O’Keeffe: „Wenn ich mir die Fotografien ansehe, die Stieglitz von mir gemacht hat – einige von ihnen vor mehr als 60 Jahren –, frage ich mich, wer diese Person ist. Es ist, als ob ich in meinem einen Leben viele Leben gelebt hätte. Wenn die Person auf den Fotografien in dieser Welt heute leben würde, wäre sie ein ganz anderer Mensch – aber es spielt keine Rolle – Stieglitz fotografierte sie damals.“ Mit den Porträt-Fotografien, die Stieglitz anfertigte, prägte sie als moderne Medienfigur ihr öffentliches Bild. O’Keeffe hielt außerdem Freundschaften zu Fotografinnen und Fotografen ihrer Zeit, so zum Beispiel zu Laura Gilpin, Ansel Adams und Todd Webb; sie ließ sich von Annie Leibovitz, Richard Avedon und Andy Warhol porträtieren.

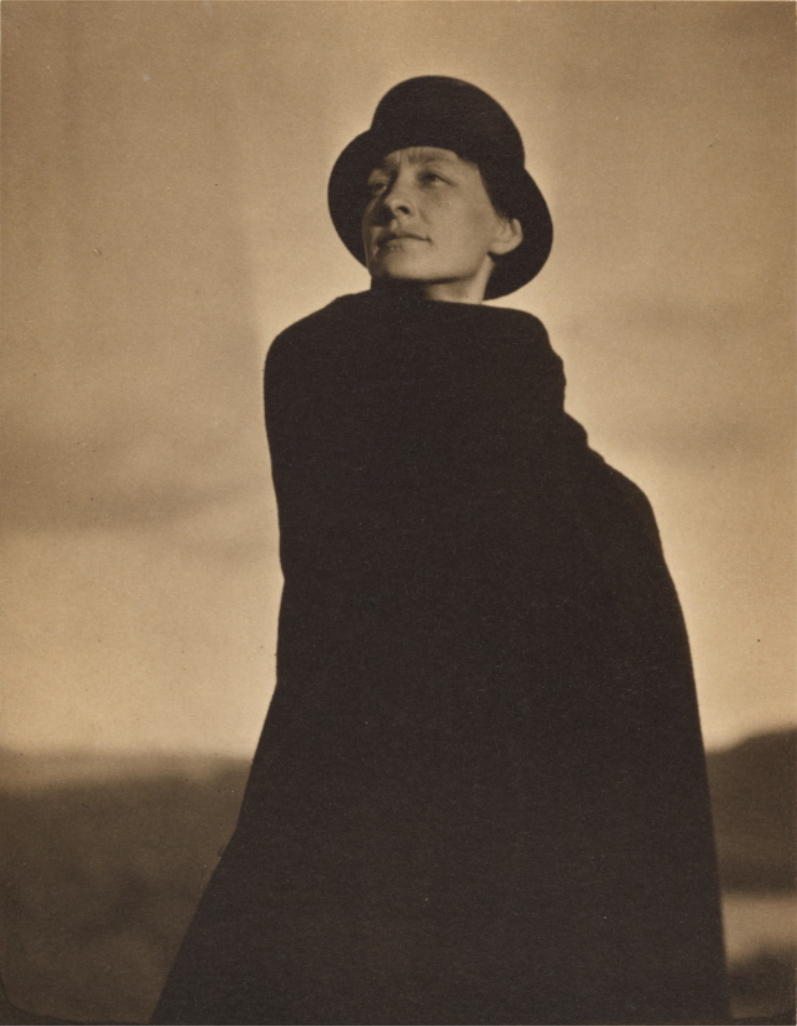
Alfred Stieglitz: Georgia O’Keeffe (um 1921)

Anfang 1918 hatte O’Keeffe viele frühe amerikanische Modernisten kennengelernt, die zu Stieglitz’ Künstlerkreis gehörten, einschließlich Charles Demuth, Arthur Dove, Marsden Hartley, John Marin, Paul Strand und Edward Steichen. Bald nach 1918 begann O’Keeffe, primär in Öl zu arbeiten, ein Schritt weg von ihren Aquarellen, an denen sie in den frühen 1910er Jahren hauptsächlich gearbeitet hatte. Mitte der 1920er Jahre begann O’Keeffe mit großformatigen Gemälden von Naturformen im Nahbereich, wie durch ein Vergrößerungsglas. Im Jahr 1924 malte sie ihr erstes großformatiges Blumengemälde, Petunia, No. 2, das im Jahr 1925 erstmals ausgestellt wurde. Sie vervollständigte auch eine umfangreiche Reihe an Gemälden von New Yorker Gebäuden, wie City Night, New York-Night, 1926 und Radiator Building – Night, New York, 1927.
O’Keeffe wandte sich immer mehr dem Gegenständlichen zu. Ihre früheren Arbeiten waren meist abstrakt gewesen, aber Arbeiten wie Black Iris III (1926) evozieren die Interpretation als eine verschleierte Darstellung der weiblichen Genitalien und gleichzeitig eine präzise Darstellung der Mitte einer Iris. O’Keeffe bestritt stets die Gültigkeit der Freudschen Interpretationen ihrer Kunst, aber auch 50 Jahre danach bewerteten viele bekannte feministische Künstlerinnen ihre Arbeit ähnlich. Die feministische Künstlerin Judy Chicago gab O’Keeffe einen prominenten Platz in ihrer Arbeit The Dinner Party.
Obwohl die Feministinnen der 1970er Jahre O’Keeffe als Urheberin der „weiblichen Ikonographie“ feierten, wies O’Keeffe deren Verherrlichung ihrer Arbeit zurück und weigerte sich, an irgendeinem ihrer Projekte mitzuwirken.

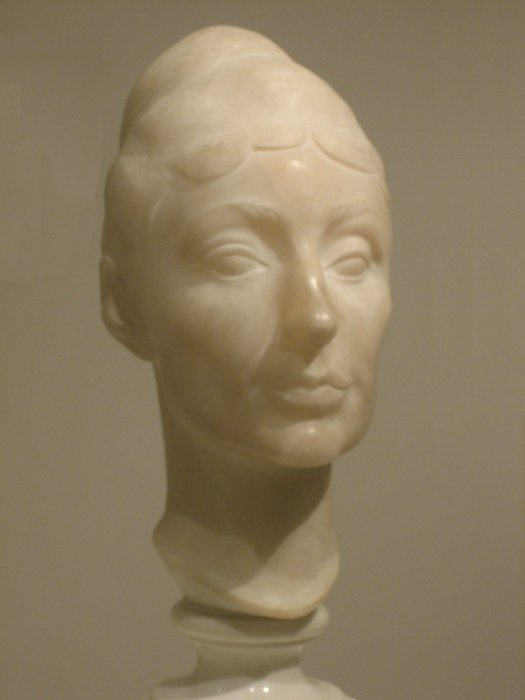
Gaston Lachaise: Büste von Georgia O’Keeffe, 1927

Mitte der 1920er Jahre war O’Keeffe eine der bekanntesten amerikanischen Künstlerinnen geworden. Ihre Arbeiten erzielten hohe Preise. 1938 beauftragte die Werbeagentur N. W. Ayer & Son O’Keeffe, zwei Gemälde für die Hawaiian Pineapple Company (heute Dole Food Company) anzufertigen. Andere Künstler, die für die Werbung der Hawaiian Pineapple Company arbeiteten, waren Lloyd Sexton Jr., Millard Sheets, Yasuo Kuniyoshi, Isamu Noguchi und Miguel Covarrubias. Das Angebot kam zu einem kritischen Zeitpunkt in O’Keeffes Leben: Sie war 51, und ihre Karriere schien zu stagnieren (Kritiker hielten ihren Fokus auf New Mexico für zu eingeschränkt). Sie erreichte Honolulu an Bord der SS Lurline am 8. Februar 1939 und verbrachte neun Wochen in Oahu, Maui, Kauai und auf der Insel Hawaii. Sie malte Blumen, Landschaften und traditionelle hawaiianische Angelhaken. Als sie nach New York zurückgekehrt war, vollendete O’Keeffe eine Serie von 20 sinnlichen saftgrünen Bildern. Allerdings malte sie die gewünschte Ananas erst, als die Hawaiian Pineapple Company eine Pflanze in ihr New Yorker Studio schickte.

### New Mexico
Einige Zeit nach der Eheschließung kam es zu Zerwürfnissen mit Stieglitz. Die im Kreis der stieglitzschen Familie regelmäßig verbrachten Sommerurlaube am Lake George weckten in ihr Widerwillen; ferner störte sie sich zunehmend an der puritanischen Mentalität, die an der Ostküste der USA vorherrschte. Ihr Kinderwunsch wurde von Stieglitz abgelehnt. Einer Einladung folgend, reiste sie im Frühjahr 1929 für einen mehrmonatigen Aufenthalt nach Taos in New Mexico. Die urwüchsige Natur hinterließ in ihr starke Eindrücke. In den folgenden drei Jahren erlitt O’Keeffe depressive Episoden und schließlich 1933 einen Nervenzusammenbruch. Sie musste psychiatrische Hilfe in Anspruch nehmen, wurde Anfang 1933 ins Krankenhaus eingewiesen und erholte sich danach auf den Bermudainseln. Nach dem Nervenzusammenbruch dauerte es ein Jahr, bis sie wieder bildnerisch tätig wurde.

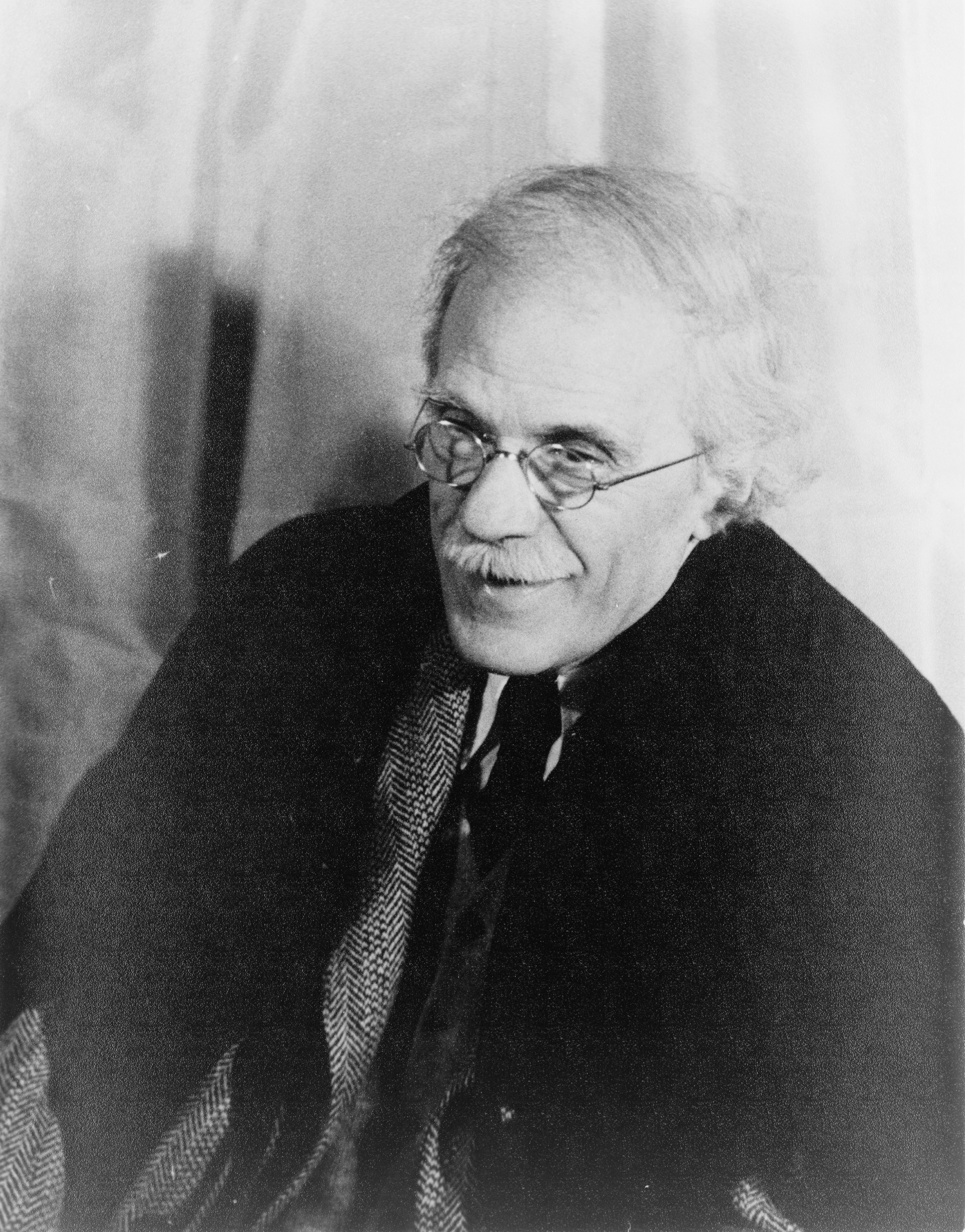
Carl van Vechten: Alfred Stieglitz, 1935

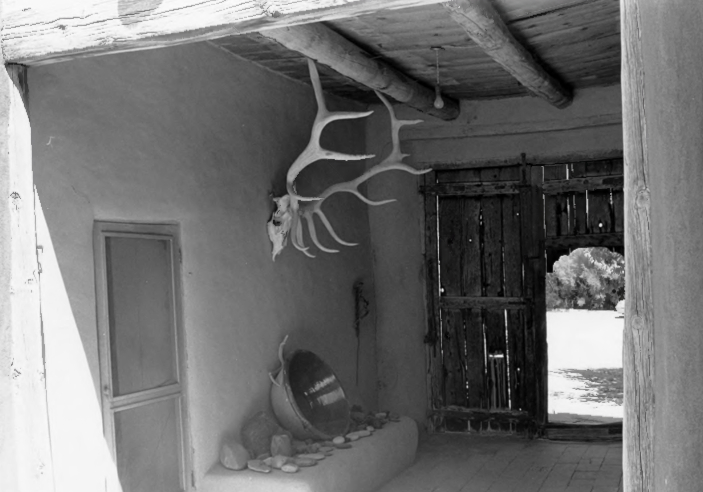
Zaguán von Georgia O’Keeffes Haus und Studio, Abiquiú, New Mexico

Ab 1933 hielt sie sich regelmäßig rund die Hälfte jedes Jahres in New Mexico auf, sammelte in der Wüste Steine und Knochen und machte sie und die unverwechselbaren architektonischen und landschaftlichen Formen der Gegend zum Thema ihrer Arbeiten. Im Sommer 1934 besuchte sie zum ersten Mal die Ghost Ranch nördlich von Abiquiu und zog 1940 in ein Haus auf dem Farmgrundstück. Die verschiedenfarbigen Klippen der Gegend inspirierten einige ihrer berühmtesten Landschaftsbilder. 1977 schrieb O’Keeffe: „du glaubst, [die] Klippen dort sind fast für dich gemalt, bis du versuchst, sie zu malen.“ Unter den Gästen, die ihre Ranch im Laufe der Jahre besuchten, waren Charles und Anne Lindbergh, die Sängerin und Liedtexterin Joni Mitchell, der Dichter Allen Ginsberg sowie der Fotograf Ansel Adams.
In den 1930er und 1940er Jahren wuchsen O’Keeffes Ruf und Popularität weiter, was ihr zahlreiche Aufträge einbrachte. Ihre Arbeiten wurden in Ausstellungen in und in der Umgebung von New York aufgenommen. Sie stellte Summer Days, ein Gemälde, das einen mit verschiedenen Wildblumen geschmückten Hirschschädel darstellt, fertig, eines ihrer berühmtesten und bekanntesten Bilder. In den 1940er Jahren hatte O’Keeffe zwei Retrospektiven, die erste im Art Institute of Chicago (1943). Die zweite im Jahr 1946 im Museum of Modern Art (MoMA) in Manhattan war die erste Retrospektive, die das MoMA für eine Künstlerin ausrichtete.  Mitte der 1940er Jahre förderte das Whitney Museum of American Art in Manhattan ein Projekt, um den ersten Werkkatalog herauszugeben.
Bereits im Jahr 1936 entwickelte O’Keeffe intensives Interesse am sogenannten Black Place, der etwa 150 Meilen westlich ihres Ghost Ranch-Gebäudes lag, und sie fertigte in den 1940er Jahren eine umfangreiche Serie von Gemälden dieses Ortes. O’Keeffe sagte, dass Black Place „einer Elefantenherde von einer Meile Länge mit grauen Hügeln und weißem Sand zu ihren Füßen gleiche.“

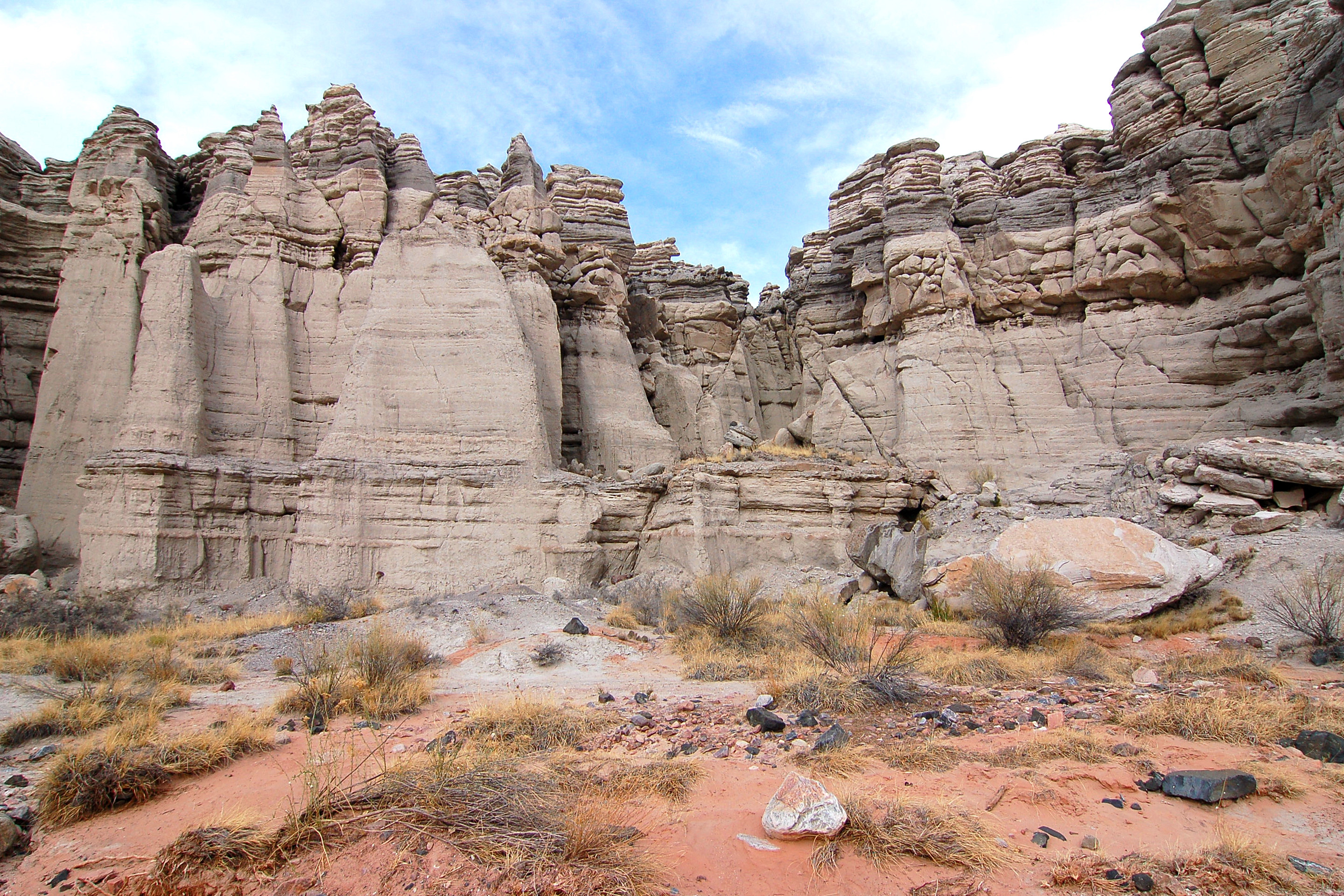
White Place, die Plaza Blanca Cliffs nahe Abiquiú

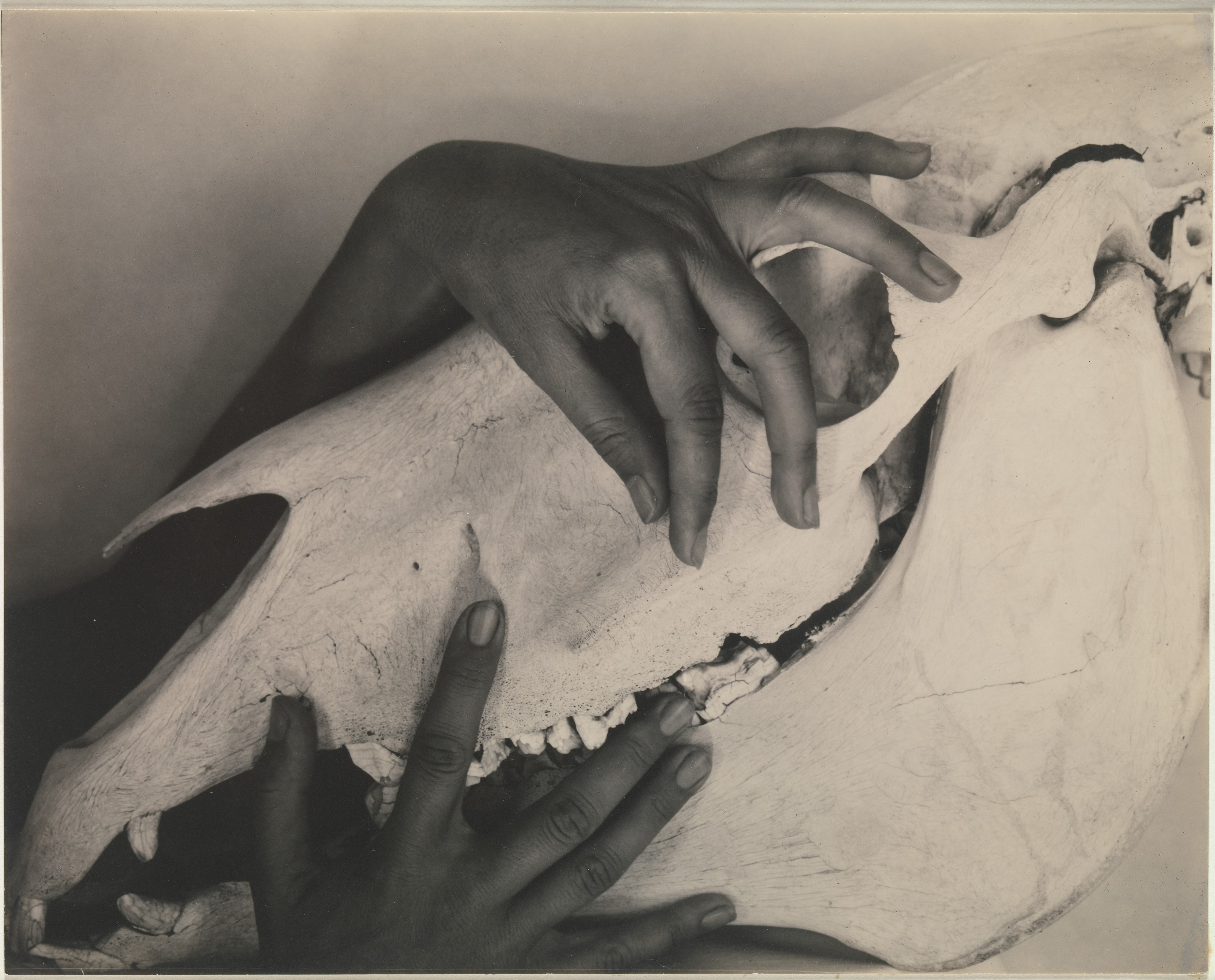
Alfred Stieglitz: Georgia O’Keeffes Hände und Pferdeschädel – O’Keeffe war fasziniert von den ausgeblichenen Schädeln, die sie in der Wüste fand, sie beschrieb sie als „das Schönste, was ich kenne.“

Zeitweise war der Wind, als sie dort malte, so stark, dass sie Mühe hatte, ihre Leinwand auf der Staffelei zu halten. Wenn die Hitze durch die Sonne zu intensiv wurde, kroch sie unter ihr Auto, um Schatten zu finden. Der Black Place ist immer noch unnahbar und unbewohnt.

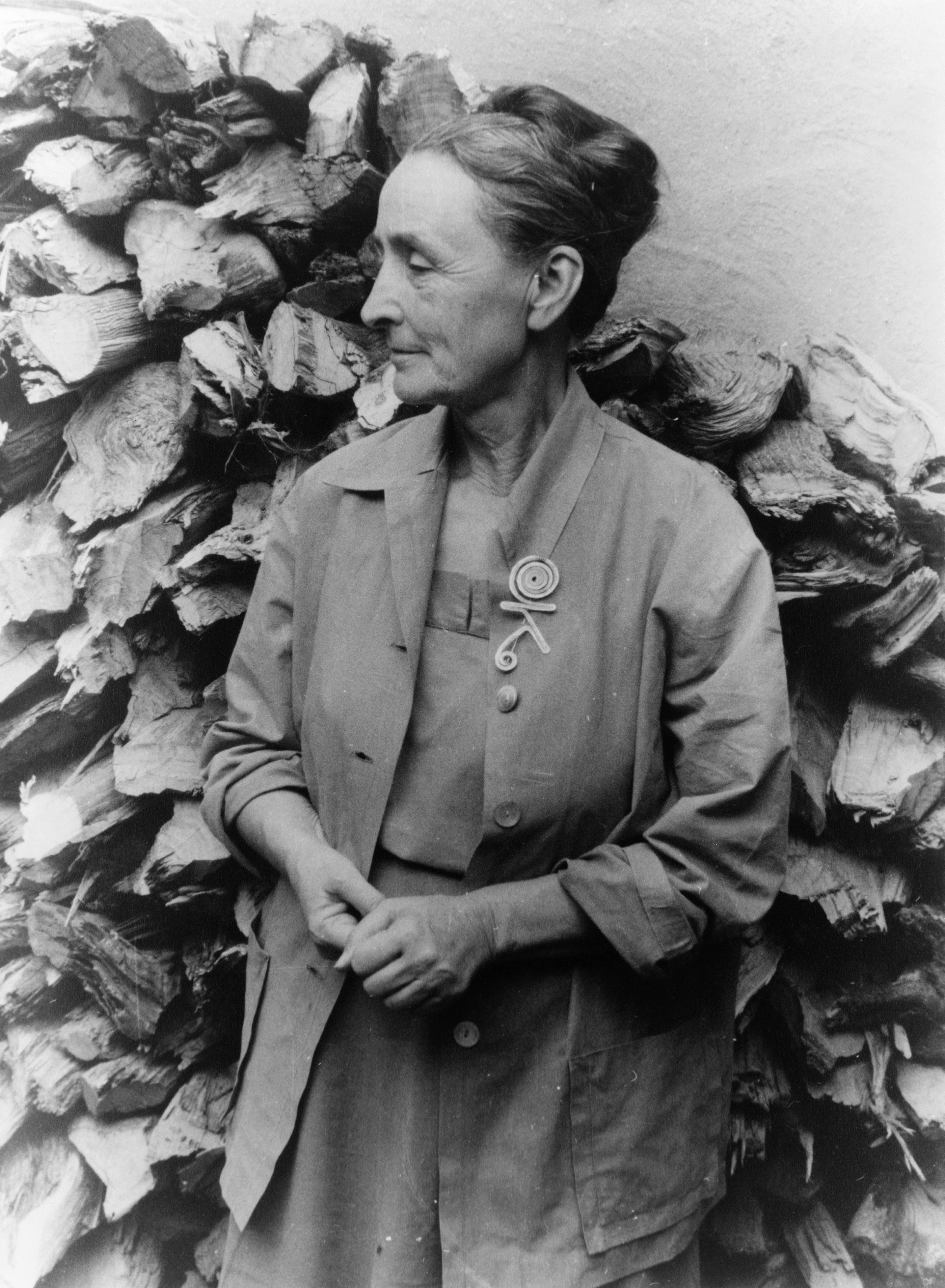
Carl van Vechten: Georgia O’Keeffe in Abiquiú, 1950

Außerdem malte sie den White Place, eine weiße Felsformation in der Nähe ihres Hauses in Abiquiú, das sie als zweites Haus 1945 kaufte. Es war damals eine verlassene Hacienda, etwa 16 Meilen südlich der Ghost Ranch.
Kurz nachdem O’Keeffe 1946 für ihren Sommeraufenthalt in New Mexico eingetroffen war, erlitt Stieglitz eine Hirnthrombose. Er starb am 13. Juli 1946 in New York, und sie begrub seine Asche am Lake George. O’Keeffe verbrachte die nächsten drei Jahre meist in New York, um seinen Nachlass zu regeln, und zog im Jahr 1949 dauerhaft nach New Mexico. Ab 1946 machte sie die architektonischen Formen ihres Abiquiu-Hauses zu Themen ihrer Arbeit. Ein weiteres unverwechselbares Gemälde in diesem Jahrzehnt war Ladder to the Moon, 1958. Die von Canyons und schroffen Felsformationen durchzogene Wüstenlandschaft erschloss sie sich, meist allein, mit dem Automobil. Und nach wie vor unternahm sie lange Wanderungen, diesmal in der Wüste und den Bergen rund um Santa Fe. Inspiriert durch diese karge, menschenfeindliche Landschaft erweiterte O’Keeffe ihre Motive um vom Wind polierte Knochen und die Felsen der näheren Umgebung.

### Späteres Leben
Mit über 80 Jahren begab sich O’Keeffe auf ihre erste Weltreise. Noch einmal hielt ein neues Motiv Einzug in ihre Arbeit: Wolkenformationen, aus dem Fenster eines Flugzeugs betrachtet. Mit Unterstützung ihres damaligen Lebensgefährten Juan Hamilton (1945–2025) arbeitete sie – immer mehr ihrer Sehkraft beraubt – an ihren letzten Bildern, die alle überdimensionale Wolkenlandschaften thematisierten. Im Herbst 1970 organisierte das Whitney Museum of American Art die Ausstellung Georgia O’Keeffe – Retrospective, die erste Retrospektive ihres Werks in New York seit 1946. Ab Mitte der 1970er Jahre experimentierte sie mit Tonarbeiten. O’Keeffe starb erblindet mit 98 Jahren am 6. März 1986 in Santa Fe.

## Ehrungen

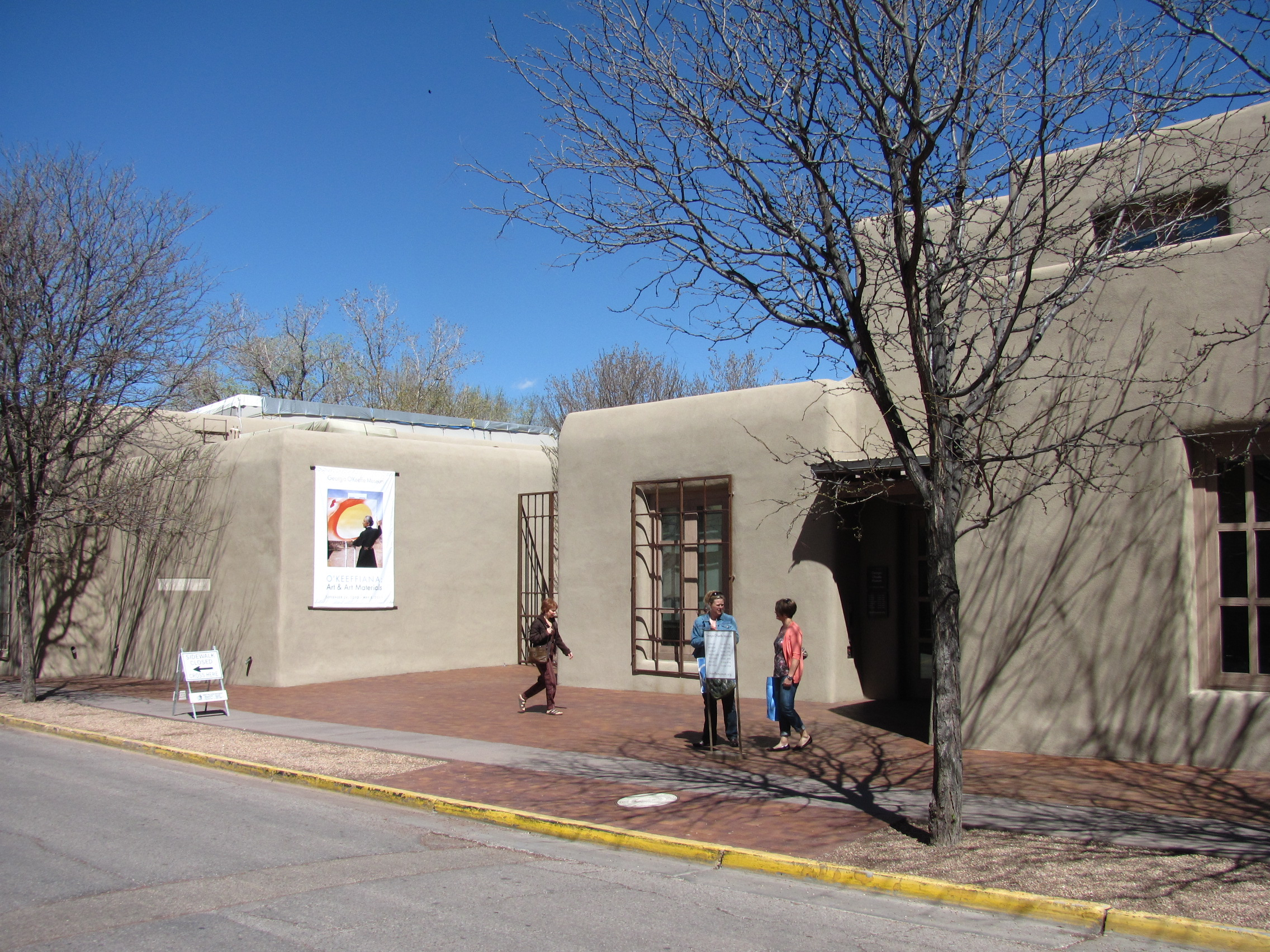
Georgia O’Keeffe Museum in Santa Fe

O’Keeffe erhielt Ehrentitel von zahlreichen Universitäten und viele Auszeichnungen. 1962 wurde sie zum fünfzigsten Mitglied der American Academy of Arts and Letters und 1966 zum Mitglied der American Academy of Arts and Sciences (Amerikanische Akademie für Kunst und Wissenschaften) gewählt.
Sie fand Eingang in die bildende Kunst des 20. Jahrhunderts. Die feministische Künstlerin Judy Chicago widmete ihr in ihrer Arbeit The Dinner Party eines der 39 Gedecke am Tisch.
Das Georgia O’Keeffe Museum in Santa Fe (New Mexico) öffnete am 17. Juli 1997 seine Pforten für die Öffentlichkeit. Es zeigt gegenwärtig über 1000 Objekte aus der Zeit von 1902 bis 1984 sowie Fotografien, Archivmaterial und ihr Haus in Abiquiu. Es hält die größte ständige Sammlung ihrer Werke weltweit.
Ein ausgestorbenes Reptil (ein Poposauroidea) ist nach ihr benannt, Effigia okeeffeae, 1947/48 bei Ausgrabungen von Edwin H. Colbert auf der Ghost Ranch in Texas gefunden, aber erst 2006 identifiziert.

## Werk
Georgia O’Keeffe hinterließ über 2000 Arbeiten. Viele ihrer Werke sind im Milwaukee Art Museum und im Georgia O’Keeffe Museum in Santa Fe zu sehen.
Ihr 1932 entstandenes Gemälde Jimson Weed / White Flower No. 1 wurde bei Sotheby’s, New York City, im November 2014 für 44,4 Millionen Dollar versteigert. Damit wurde sie zur teuersten Malerin der Kunstgeschichte. Auf dem Kunstmarkt führt sie die Ranglisten der teuersten Künstlerinnen an. In den USA gilt sie heute als „Kunstikone“.

## Ausstellungen (Auswahl)
- 1946: Retrospektive im Museum of Modern Art, New York City, 14. Mai bis 25. August 1946. Es war die erste Einzelausstellung, die das Museum einer Künstlerin widmete.[12]
- 2012: Georgia O’Keeffe: Leben und Werk. (Retrospektive), Hypo-Kunsthalle, München, 3. Februar 2012 bis 13. Mai 2012.[19][20]
- 2016: Georgia O’Keeffe. Tate Modern, London, in Kooperation mit dem Museum Folkwang, 6. Juli bis 30. Oktober 2016.[21][22]
- 2016/17: Georgia O'Keeffe. Kunstforum Wien, 7. Dezember 2016 bis 26. März 2017.[23][24]
- 2022: Georgia O’Keeffe. Retrospektive vom 23. Januar bis 22. Mai 2022 in Basel. Die Ausstellung wurde von der Fondation Beyeler, Riehen / Basel, vom Museo Nacional Thyssen-Bornemisza, Madrid, und vom Centre Pompidou, Paris, in Partnerschaft mit dem Georgia O’Keeffe Museum, Santa Fe, organisiert.[25]

## Filmografie
- A Marriage: Georgia O’Keeffe and Alfred Stieglitz. Fernseh-Drama, USA, 1991, 87:27 Min., Buch: Julian Barry, Regie: Edwin Sherin, Produktion: PBS, Reihe: American Playhouse, Erstsendung: 17. Juli 1991, Inhaltsangabe in Twenty Four Frames. Filmdaten zu A Marriage bei IMDb, Jane Alexander verkörperte die Malerin und Christopher Plummer Alfred Stieglitz, online-Video.
- Georgia O’Keeffe. Fernseh-Biographie, USA, 2009, 89 Min., Buch: Michael Cristofer, Regie: Bob Balaban, Musik: Jeff Beal, Produktion: Sony Pictures Television, Erstsendung: 19. September 2009 in den USA, Georgia O’Keeffe bei IMDb, mit Joan Allen und Jeremy Irons als Alfred Stieglitz in den Hauptrollen.
- Wüste Schönheit – Die Malerin Georgia O'Keeffe. Dokumentarfilm, Deutschland, 2012, 43:48 Min., Buch und Regie: Birgitta Ashoff, Produktion: Bayerischer Rundfunk, Reihe: Lido, Erstsendung: 11. März 2012 beim Bayerischen Fernsehen, Inhaltsangabe von BR.
- Georgia O’Keeffe - Wüstenvisionen (D) / Les Toiles du Désert (F). Dokumentarfilm, Deutschland / Frankreich, 2012, 26 Min., Buch und Regie: Birgitta Ashoff, Produktion: Bayerischer Rundfunk / arte.
- Liebe am Werk – Georgia O'Keeffe & Alfred Stieglitz. (OT: L'amour à l'œuvre – Georgia O'Keeffe et Alfred Stieglitz.) Dokumentarfilm, Frankreich, 2019, 25:58 Min., Buch und Regie: Stéphanie Colaux und Delphine Deloget, Produktion: Bonne Compagnie, arte France, Liebe am Werk (OT: L'amour à l'œuvre. Couples mythiques d’artistes), Erstsendung: 5. Mai 2019 bei arte, Inhaltsangabe von ARD.
- Georgia O’Keeffe – Künstlerin im Wilden Westen. Regie: Evelyn Schels, Arte F, Frankreich, 2020. Zusammenfassung. (arte.tv).